# Lestrigonus crucipes
Lestrigonus crucipes is een vlokreeftensoort uit de familie van de Lestrigonidae. De wetenschappelijke naam van de soort is voor het eerst geldig gepubliceerd in 1889 door Carl Erik Alexander Bovallius.